# Käksejaure
Käksejaure är en sjö i Kiruna kommun i Lappland och ingår i Torneälvens huvudavrinningsområde. Sjön har en area på 0,174 kvadratkilometer och ligger 599,8 meter över havet. Käksejaure ligger i Torneträsk-Soppero fjällurskog Natura 2000-område. Sjön avvattnas av vattendraget Käksejåkka.

## Delavrinningsområde
Käksejaure ingår i det delavrinningsområde (759315-169562) som SMHI kallar för Mynnar i Vasejåkka. Medelhöjden är 641 meter över havet och ytan är 23,76 kvadratkilometer. Det finns inga avrinningsområden uppströms utan avrinningsområdet är högsta punkten. Käksejåkka som avvattnar avrinningsområdet har biflödesordning 4, vilket innebär att vattnet flödar genom totalt 4 vattendrag innan det når havet efter 431 kilometer. Avrinningsområdet består mestadels av sankmarker (30 procent) och kalfjäll (64 procent). Avrinningsområdet har 0,37 kvadratkilometer vattenytor vilket ger det en sjöprocent på 1,5 procent.